# Dual slalom (kolarstwo górskie)

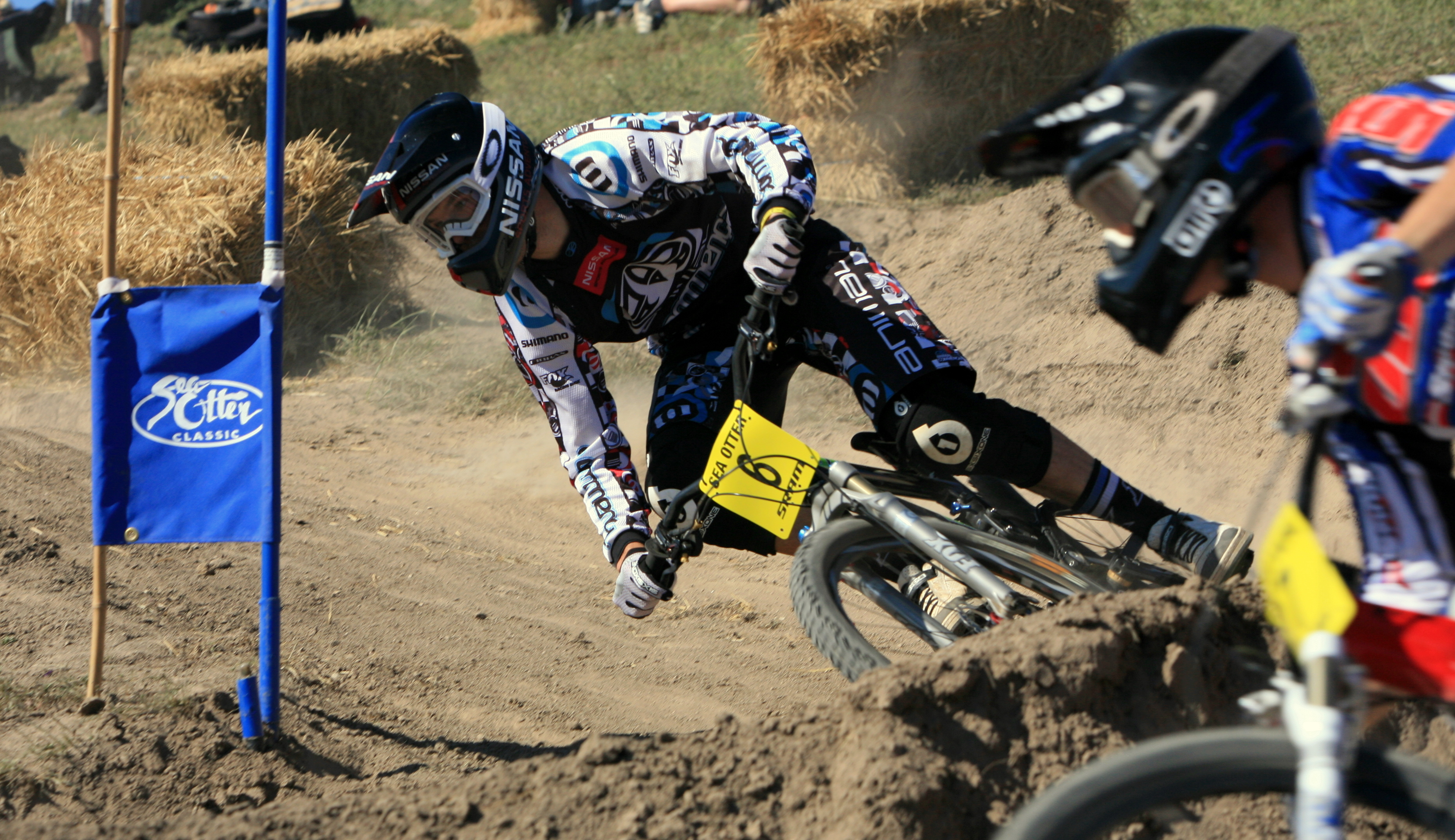
Dan Atherton podczas zawodów Sea Otter

Dual slalom (DS) – zjazd rowerowy parami po stromych stokach. Zawody odbywają się metodą pucharową eliminowania kolejnych zawodników. Wygrany zawodnik przechodzi do następnego etapu zawodów, zaś przegrany odpada. Czas przejazdu zawodników jest rejestrowany wyłącznie do celów statystycznych. 
W wariancie DS zawody są rozgrywane na wzór narciarskiego dualu – tzn. zawodnicy zjeżdżają po dwóch, równoległych i identycznych trasach. W innym wariancie zawodnicy zjeżdżają równocześnie po tej samej trasie – więc jest to w zasadzie sport kontaktowy, choć celowe spychanie oponenta z trasy jest zabronione. 
Zawody w dualu są rozgrywane zwykle na rowerach potocznie nazywanymi „dualami”. Rower tego typu charakteryzuje się płaskim kątem główki, krótką linią łańcucha i nisko umieszczonym punktem ciężkości, co pomaga w szybkich startach i skrętach. Zazwyczaj nie posiadają one tylnego zawieszenia, bądź mają je ograniczone do 3-4 cali (76-102 mm) skoku i mają maksymalnie uproszczoną konstrukcję, gdyż w tym sporcie najważniejsza jest niska waga roweru i techniczne umiejętności zawodnika, a nie możliwość osiągania jak największych prędkości.
Od 2002 r. Union Cycliste Internationale zaprzestało przeprowadzania serii zawodów Pucharu Świata w dualu i zastąpiło je Pucharem Świata w 4X.